# Taman Mini Indonesia Indah
Taman Mini Indonesia Indah är en park i Indonesien.   Den ligger i provinsen Jakarta, i den västra delen av landet, i huvudstaden Jakarta. Taman Mini Indonesia Indah ligger 44 meter över havet.
Terrängen runt Taman Mini Indonesia Indah är platt, och sluttar norrut. Runt Taman Mini Indonesia Indah är det mycket tätbefolkat, med 3 369 invånare per kvadratkilometer. Närmaste större samhälle är Jakarta, 11,6 km nordväst om Taman Mini Indonesia Indah. Runt Taman Mini Indonesia Indah är det i huvudsak tätbebyggt.